# 연산군 시대 금표비
연산군 시대 금표비(燕山君 時代 禁標碑)는 대한민국 경기도 고양시 덕양구 대자동에 있는 비석이다. 1995년 8월 7일 경기도의 문화재자료 제88호로 지정되었다.

## 개요
연산군이 유흥을 즐기는 곳에 일반인들이 드나드는 것을 금지하기 위해서 세워 놓은 비이다.
네모난 받침돌 위에 비몸을 세웠는데, 윗부분의 일부가 떨어져 나갔다. 비문에는 이 금표 안으로 들어오는 사람은 왕명을 어긴 것으로 보아 처벌을 할 것이라는 내용이 적혀있다.
비가 서 있는 고양군은 연산군 10년(1504) 왕의 유흥지가 되었다가 중종반정으로 다시 고양군이 되었다. 비는 이 유흥지를 만들때 함께 세운 것으로 짐작된다.

## 참고 문헌
- 연산군시대금표비 - 국가유산청 국가유산포털